# Bismarck-Großfußhuhn
Das Bismarck-Großfußhuhn (Megapodius eremita) ist eine Vogelart aus der Familie der Großfußhühner (Megapodiidae) und auf Melanesien endemisch. Der Vogel hat wie auch andere Großfußhühner eine einzigartige Strategie des Brütens, bei der er auf Wärmequellen in der Umgebung angewiesen ist.

## Beschreibung
Ähnlich wie andere Großfußhühner haben Bismarck-Großfußhühner eine gedrungene Körperform, charakteristisch große Füße und abgerundete Flügel und sehr kurze Schwänze, was den Vögeln eine unverwechselbare Silhouette ohne sichtbaren Schwanz verleiht. Erwachsene Hühner sind etwa 34 bis 39 cm groß.

## Lebensweise
Das Bismarck-Großfußhuhn wechselt zwischen verschiedenen Lebensräumen, die es zum Brüten und für die Nahrungssuche benötigt. Aufgrund seines spezialisierten Nistverhaltens nutzt das Huhn Brutplätze, deren Substrat durch Wärmequellen aus der Umwelt erwärmt wird. Zu den häufigen Brutplätzen gehören von der Sonne erwärmte Sandstrände, geothermische Standorte (d. h. Wärme aus dem Erdinneren, die in der Nähe von Vulkanen aufsteigt) und in Böden mit verrottenden organischen Stoffen.
Die Weibchen legen etwa zehn bis 30 Eier pro Jahr, wobei zwischen den einzelnen Eiern ein Abstand von zwei bis 15 Tagen liegt.